# Подія Нексус
«Поді́я Нексус» (англ. The Nexus Event) — четвертий епізод першого сезону американського телесеріалу «Локі», заснованого на однойменному персонажа Marvel Comics. У цьому епізоді Управління часовими змінами (УЧЗ) заарештовує альтернативні версії персонажа. Дія епізоду відбувається в Кіновсесвіті Marvel (КВМ), і він безпосередньо пов'язаний з фільмами франшизи. Сценарій до нього написав Ерік Мартін, а режисеркою стала Кейт Геррон.
Том Гіддлстон знову виконує роль Локі із серії фільмів, в той час Софія Ді Мартіно виконує роль жіночої версії персонажа на ім'я Сільві. В епізоді також з'являються Ґуґу Мбата-Роу, Вунмі Мосаку, Саша Лейн і Овен Вілсон. Геррон приєдналася до серіалу в серпні 2019 року. Зйомки проходили на Pinewood Atlanta Studios і в мегаполісі Атланти.
«Подія Нексус» був випущений на Disney+ 30 червня 2021 року.

## Сюжет
У флешбеці Равона Ренслеєр з Управління часовими змінами (УЧЗ) заарештувала юну Сільві за «злочини проти Священного часоплину», але молода Сільві вкрала темпад Ренслеєр і втекла в часову лінію.
У даний час агент УЧЗ Мобіус М. Мобіус просить про зустріч з мисливцем С-20, але Ренслеєр стверджує, що вона померла від психічного розладу. У 2077 році, під час руйнування Ламентіс-1, між Сільві та Локі, що опинилися в скрутному становищі, виникає романтичний зв'язок, створюючи унікальну відгалужену часову лінію. Про це сповіщають в УЧЗ, які приходять, щоб врятувати і заарештувати пару.
Повернувшись в штаб-квартиру, Мобіус замикає Локі в часовій петлі, в якій останній постійно піддається нападу своєї знайомої Сіф, перш ніж витягнути його на допит. Локі розкриває, що всі працівники УЧЗ є часовими змінювачами, але маючи сумнів Мобіус відправляє його назад в петлю. Пізніше, Мобіус починає дещо підозрювати і таємно краде темпад Ренслеєр, на якому він знаходить запис її інтерв'ю з психічно здорової C-20, яка підтверджує заяву Локі. Тим часом психічно засмучена Мисливець B-15 відправляє Сільві до Алабами 2050 року і просить останню показати їй спогади про своє минуле життя, вивчаючи при цьому свою справжню сутність.
Мобіус знову звільняє Локі, але їм протистоять Ренслеєр і Мінітмени УЧЗ. Мобіус визнає те, що він є змінювачем, що призводить до того, що Ренслеєр наказує «видалити» його, мабуть, вбиваючи його. Ренслеєр відводить Локі і Сільві до Хранителів часу, під час чого Сільві запитує Ренслеєр, навіщо вона взяла її, хоча Ренслеєр стверджує, що не пам'ятає. Хранителі часу наказують видалити Локі і Сільві, але B-15 звільняє пару від їх обмежувачів. Разом троє борються і перемагають Ренслеєр і охоронців Хранителів часу, хоча B-15 непритомніє. Сільві обезголовлює Хранителя часу, але дізнається, що всі вони є андроидами. Локі намагається щось сказати Сільві, але Ренслеєр приходить до тями і видаляє Локі. Розгнівана Сільві долає її і вимагає правди.
У сцені посеред титрів Локі прокидається в постапокаліптичному Нью-Йорку, де він зустрічає інші варіанти самого себе, які просять його приєднатися до них, щоб вижити.

## Виробництво

### Розробка
До жовтня 2018 року Marvel Studios розробляла міні-серіал за участю Локі (Тома Гіддлстона) з фільмів Кіновсесвіту Marvel (КВМ). У листопаді генеральний директор Disney Боб Айґер підтвердив, що «Локі» знаходиться в розробці. У серпні 2019 року Кейт Геррон була найнята в якості режисерки серіалу. Геррон і головний сценарист Майкл Волдрон, поряд з Гіддлстоном, Кевіном Файґі, Луїсом Д'Еспозіто, Вікторією Алонсо і Стівеном Бруссард стали виконавчими продюсерами. Сценарій до епізоду, який називається «Подія Нексус», написав Ерік Мартін.

### Сценарій
Показ першої «справжню історію кохання» Локі був частиною початкового задуму Волдрон для «Локі», і він відчував, що для персонажа було б правильно, якби це було між ним і альтернативною версією його самого, жіночим варіантом Сільві. Геррон додала, що «просто з точки зору ідентичности, було цікаво розібратися в тому», як вони обидва формують ці відносини, і вона була обережна, щоб дати їм «простір для дихання і заглибитися в це так, щоб це відчувалося заслуженим». Їхні стосунки були одним з аспектів серіалу, який Геррон вирішила посилити під час зупинки виробництва у зв'язку з пандемією COVID-19. Момент, який два персонажа поділяють на Ламентіс-1, під час якого вони задаються питанням, чи є щось більше в їх дружбу, створює «пряму гілку вгору» на Священної часової лінії, що, за словами Волдрон, було «саме тим, що могло б привести в жах» Управління часовими змінами (УЧЗ). 
Мисливець Б-15 бачить в епізоді спогади про своє минуле життя, але те, що вона бачить, не розкривається глядачам, і актриса Вунмі Мосаку також не знала про специфіку того, що персонаж бачив під час зйомок сцени. Овен Вілсон відчував, що як тільки Мобіус М. Мобіус дізнався, що він є змінювачем, у нього починають виникати ті ж питання, що і у Локі після прибуття в УЧЗ: «Що це за організація? І гідно вона його відданости?» Ґуґу Мбата-Роу заявила, що Равона Ренслеєр відчувала, що Мобіус, її єдиний друг, зрадив її, коли він поміняв їх темпадам і, таким чином, зраджує його, видаливши його. Вілсон додав, що зрада Ренслеєр було «досить шокуючим», але додав, що «у всьому серіалі люди не зовсім ті, ким вони здаються».

### Кастинг
Головні ролі в епізоді виконують Том Гіддлстон (Локі), Софія Ді Мартіно (Сільві), Ґуґу Мбата-Роу (Равона Ренслеєр), Вунмі Мосаку (Мисливець B-15), Саша Лейн (Мисливець C-20) і Овен Вілсон (Мобіус М. Мобіус).:43:49–44:28 Також в епізоді з'являються Річард Е. Грант (Класичний Локі), Джек Віл (Дитина Локі), ДеОбія Опарей (Хвалькуватий Локі) і Кейлі Флемінґ (молода Сільві).:45:13–45:26; 45:53 Джеймі Александер з'являється в ролі Сіф, хоча в титрах не вказана. 

### Зйомки і візуальні ефекти
Зйомки проходили в павільйонах студії Pinewood Atlanta в Атланті, Джорджія,:9 де режисером стала Геррон, а Отем Дюральд Аркапоу виступила в якості оператора.:2 Натурні зйомки проходили в мегаполісі Атланти. Візуальні ефекти були створені компаніями Method Studios, Rise, FuseFX, Cantina Creative, Luma Pictures, Digital Domain, Crafty Apes, Industrial Light &amp; Magic і Rodeo FX.:46:58–47:18

### Музика
В епізоді звучить «Лебідь» Каміля Сен-Санса у виконанні Клари Рокмор, яка грала на терменвоксі, і її сестри, піаністки Наді Рейзенберг:47:26; терменвокс був одним з інструментів, який Геррон і композитор серіалу Наталі Голт хотіли використовувати для створення музики до серіалу. «If You Love Me (Really Love Me)» від Бренди Лі також звучить під час фінальних титрів епізоду. 

## Маркетинг
Після виходу епізоду Marvel анонсувала товари, натхненні цим епізодом, в рамках своєї щотижневої акції «Marvel Must Haves» для кожного епізоду серіалу, включаючи футболки на основі «класичних плакатах продуктивности» УЧЗ, інший одяг і аксесуари, фігурки Ренслеєр і Мисливця B-15 від Funko Pops і фігурку Мобіуса від Marvel Legends. Marvel також випустила рекламний плакат для епізоду, в якому фігурують Хранителі часу і Міс Хвилинки, закликаючи фанатів не спойлерити сюрпризи епізоду.

## Випуск
«Подія Нексус» був випущений на Disney+ 30 червня 2021 року. 

## Сприйняття

### Глядацька авдиторія
Nielsen Media Research, який вимірює кількість хвилин, які глядачі США переглядають на телевізорах, зазначає Локі як найпопулярніший оригінальний потоковий серіал за тиждень з 28 червня по 4 липня 2021 року. чотири епізоди, що стало збільшенням на 100 мільйонів порівняно з попереднім тижнем.

### Реакція критиків
Агрегатор рецензій Rotten Tomatoes присвоїв епізоду рейтинг 86% із середнім балом 7,58 / 10 на основі 28 відгуків. Консенсус критиків на сайті говорить: «Насилу завойована хімія між Томом Гіддлстоном і Софією Ді Мартіно допомагає закріпити" Подія Нексус ", шокуючу частина, яка розбудовує дошку, при цьому дратуючи захоплюючими новими змінними для Бога хитрощі».
Алан Сепінуолл з «Rolling Stone» заявив, що епізод був «захоплюючим, пронизливим годиною телебачення, який пропонував знайоме, заспокійливу відчуття того, що в результаті все, що було раніше, стало більш важливим». Говорячи про явну смерть Мобіуса, Сепінуолл не вірив, що Вілсон закінчив з цим шоу, але відчував, що якби це було так, «шоу дійсно отримало велику цінність від Вілсона, не тільки в балаканині з Гіддлстоном, але і в тому, як він допоміг надати людське і споріднена особа більш важливих питань шоу про особу і свободу волі». Він також насолоджувався всіма «комедійними і драматичними можливостями», які представляли різні варіанти Локі в сцені посеред титрів, і прийшов до висновку, що «"Локі" робить саме те, що повинна робити драматичний серіал, і він працює на повну потужність». Давши епізоду оцінку «B», Керолайн Сіде з The AV Club сказала, що «тільки першокласна гра і інтригуюча жарт в середині титрів перетворюють цей епізод з заповнювач в щось більш спокусливе». Вона відчувала, що в епізоді було «багато сидіння і очікування, поки персонажі розберуться в тому, що ми вже знаємо», вважаючи, що додатковим недоліком було те, що серіал «хоче бути шоу, повним поворотів і шокуючих відкриттів, але сценарій недостатньо розумний, щоб насправді зняти це відчуття пустотливого веселощів ». Крім того, Сіде назвала любов Локі до Сільві «воістину диким емоційним якорем» і заявила, що сцена посеред титрів була «дражливою насмішкою над тим, що" Локі "може, нарешті, розширити свій світ в щось менш обмежене». Адам Б. Вері і Моніка Марі Соррилья з «Variety» заявили, що «Подія Нексус» «позитивно божеволіє від змінюють гру сюжетних поворотів».
Сиддхант Адлаха з IGN більш критично поставився до епізоду, поставивши йому 5 балів з 10. Він відчував, що «Подія Нексус» було «складено з декількох цікавих моментів і сцен, невеликих моментів персонажів і переговорів, які, як йому здається, повинні привести до чогось більш переконливого», і вважав, що серіал «біг на місці», втрачаючи «деяку терміновість і хвилювання» з минулих епізодів. Адлаха не погодився з вказівкою на те, що Священна часова лінія, занурена в хаос, була зведена до «простому відволікання уваги, з яким розібралися за кадром», що створило «дивне спотворення власної механіки шоу і того, як воно представляло цей величезний кліфгенгер». У той же час, він продовжував хвалити музику Голт, називаючи її «збудливою і дивною», і назвав сцену посеред титрів «першим разом, коли шоу просунулося вперед будь-яким веселим або значущим чином за кілька тижнів». 